# Synagoga Smíchovská w Pradze
Synagoga Smíchovská w Pradze (cz. Smíchovská synagoga) – jedna z synagog w Pradze, zbudowana w 1863 roku, w stylu mauretańsko-neoromańskim, ale w 1931 roku została przebudowana według projektów Leopolda Ehrmanna i otrzymała nowy monumentalistyczny styl. 
Jest trzecią najmłodszą synagogą Pragi po Synagodze Jerozolimskiej i Synagodze Hiszpańskiej. Znajduje się w praskiej dzielnicy Smíchov. 

## Historia
Została wybudowana w 1863 roku, dzięki pomocy finansowej burmistrza Smíchova, Františka Ringhofera. Budynek wybudowany został w stylu neoromańskim i mauretańskim. W głównej sali znajdowało się 181 miejsc. Od zachodniej strony synagoga posiadała babiniec na 138 miejsc. Synagoga posiadała sklepienie dziewięciopolowe podparte czterema filarami, pomiędzy którymi umieszczona była bima. Od strony wschodniej i południowej dobudowano przybudówki, w których mieściła się siedziba gminy żydowskiej oraz zimowa sala modlitewna. Południowy budynek posiadał taras, który wykorzystywany był najprawdopodobniej do budowy szuków. W 1867 roku do synagogi zakupiono organy.
W 1931 roku synagoga została rozbudowana i przebudowana na styl funkcjonalistyczny według projektu Leopoda Ehrmanna. Synagoga została rozbudowana od strony zachodniej, do sali głównej dobudowano także chór z miejscem na organy. Cały budynek pokryty i połączony został ze sobą tynkiem i gipsem. Usunięto większość dekoracji, na szczycie budynku umieszczono jedynie attykę.
Od 1941 roku służyła jako magazyn zrabowanego żydowskiego mienia. Po wojnie, do 1993 roku, służyła jako składnica zakładu przemysłowego ČKD. Następnie, w 1986 roku przeznaczona została do wyburzenia, odstąpiono jednak od tych planów w związku z wpisaniem jej do rejestru zabytków.
W 1998 roku synagoga została wydzierżawiona na 50 lat Muzeum Żydowskiemu w Pradze. Od 2002 roku synagoga poddawana była renowacji, dzięki której odtworzono jej oryginalny wygląd. Umieszczono w niej archiwum Muzeum Żydowskiego z antykwariatem i księgarnią.